# 中国水稻科学
《中国水稻科学》创刊于1986年，是中国大陆农业科技类双月刊，编辑部位于浙江省杭州市。此刊物由中国水稻研究所主办。
《中国水稻科学》在2018年被中华人民共和国国家新闻出版广电总局新闻报刊司评为2017年全国“百强报刊”。